# Krzysztof Rozdrażewski
Krzysztof Rozdrażewski herbu Doliwa (ur. 1547, zm. 1580) – dworzanin króla Henryka Walezego, potem Stefana Batorego, rotmistrz wojsk polskich.
Syn Stanisława Rozdrażewskiego (kasztelana rogozińskiego, zm. 1564) i Zuzanny z Myszkowskich. W dzieciństwie przebywał wraz z braćmi – Janem (zm. 1585); Stanisławem (1540–1619), późniejszym jezuitą i pierwszym rektorem Kolegium Jezuitów w Pułtusku; Hieronimem (1546–1600), przyszłym biskupem kujawskim – we Francji, na dworze Henryka Walezego. Miał jeszcze brata Mikołaja, który zmarł w dzieciństwie i siostry Annę i Dorotę, a jego stryjecznym bratem był podkomorzy i kasztelan poznański Jan Rozdrażewski (zm. 1600).
Jesienią 1560 ojciec zabrał go z dworu francuskiego i oddał do jezuickiego kolegium w Wiedniu (był tam uczniem m.in. Francesca Sunyera). Po śmierci ojca Krzysztof przez parę lat był na utrzymaniu najstarszego brata Jana, hrabiego w Pomsdorfie (dziś Pomianów, powiat ząbkowicki); w 1567 z zamierzeniem wstąpienia do królewskiego wojska pojechał do Francji; tam, podczas francuskiej wojny religijnej, 11 listopada tego roku wziął udział w bitwie pod Saint-Denis pod dowództwem marszałka Francji Anne de Montmorency.
Za namową starszego brata Hieronima, z którym spotkał się w Rzymie w marcu 1568, wystąpił ze służby francuskiej i pojechał do Monachium, gdzie wstąpił na służbę na dwór księcia Albrechta V Bawarskiego. Z końcem 1569 pojechał jeszcze raz do Rzymu, stamtąd na wiosnę 1570, towarzysząc swemu bratu Hieronimowi, pojechał jeszcze raz do Francji, tym razem z oficjalnym poselstwem od papieża do króla Henryka Walezego.
Rok następny spędził głównie na Śląsku, w Pomianowie; po śmierci króla polskiego Zygmunta Augusta przyjechał w II połowie 1572 do Rzeczypospolitej, gdzie wraz z Olbrachtem Łaskim zabiegał o tron dla Ernesta Habsburga. Po elekcji Walezego pojechał wraz z Łaskim do Francji z oficjalnym poselstwem po króla elekta. Przez czas panowania Henryka Walezego był wiernym towarzyszem na jego dworze, czemu sprzyjały lata spędzone przez Krzysztofa w Paryżu. Po ucieczce króla z Polski pojechał w ślad za nim i przez czas jakiś mu towarzyszył; w 1575 przyjechał najpierw do Polski, a potem na Śląsk. Dopiero w czerwcu 1576 pod wpływem brata Hieronima zdecydował się przyjechać do Polski i zgłosić się na służbę u Stefana Batorego. Dworzaninem królewskim został wiosną 1577, spodziewając się otrzymać wkrótce od króla jedno ze starostw. Doczekał się go wkrótce, 5 marca 1579, otrzymawszy starostwo łęczyckie; dochód z tamtejszej tenuty szacowany na 3000 złp rocznie kosztował go tylko 600 złp rocznych opłat dzierżawnych.
W 1579 Krzysztof Rozdrażewski prowadził intensywny werbunek do zaciężnych wojsk królewskich na ziemiach brandenburskich, zachodniopomorskich i w Prusach Książęcych. Swój liczący 2236 żołnierzy pułk złożony z pięciu rot zaprezentował latem tego roku na przeglądach w Kownie, w Dziśnie i pod Połockiem. Miał też własną rotę jazdy liczącą 50 koni, która weszła w skład powierzonego mu również oddziału jazdy niemieckiej. We wrześniu, podczas pierwszej kampanii moskiewskiej Batorego, uczestniczył w zdobyciu zamku Sokół na Inflantach, ale wkrótce się rozchorował i wraz z królem wrócił do Warszawy, po czym kurował się kilka miesięcy w Łęczycy. Jesienią 1580 wrócił na front. 10 października jego oddziały przeprawiały się na tratwach pod Wielkimi Łukami, a sam Rozdrażewski pozostawał na szańcach; tam „ugodzony w prawe oko marnie zginął” kiedy wychyliwszy się „przypatrował się jako do szturmu iść mieli”.
Pochowany został w kościele św. Jana w Wilnie, gdzie jego brat Hieronim ufundował tablicę-epitafium.